# Bạch dương vàng
Betula alleghaniensis là một loài thực vật có hoa trong họ Betulaceae. Loài này được Britton mô tả khoa học đầu tiên năm 1904.

## Hình ảnh

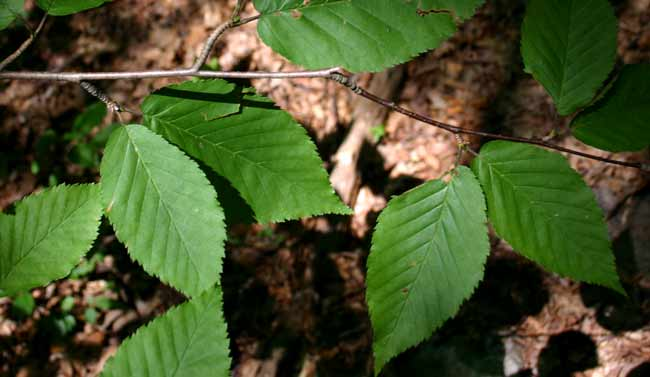
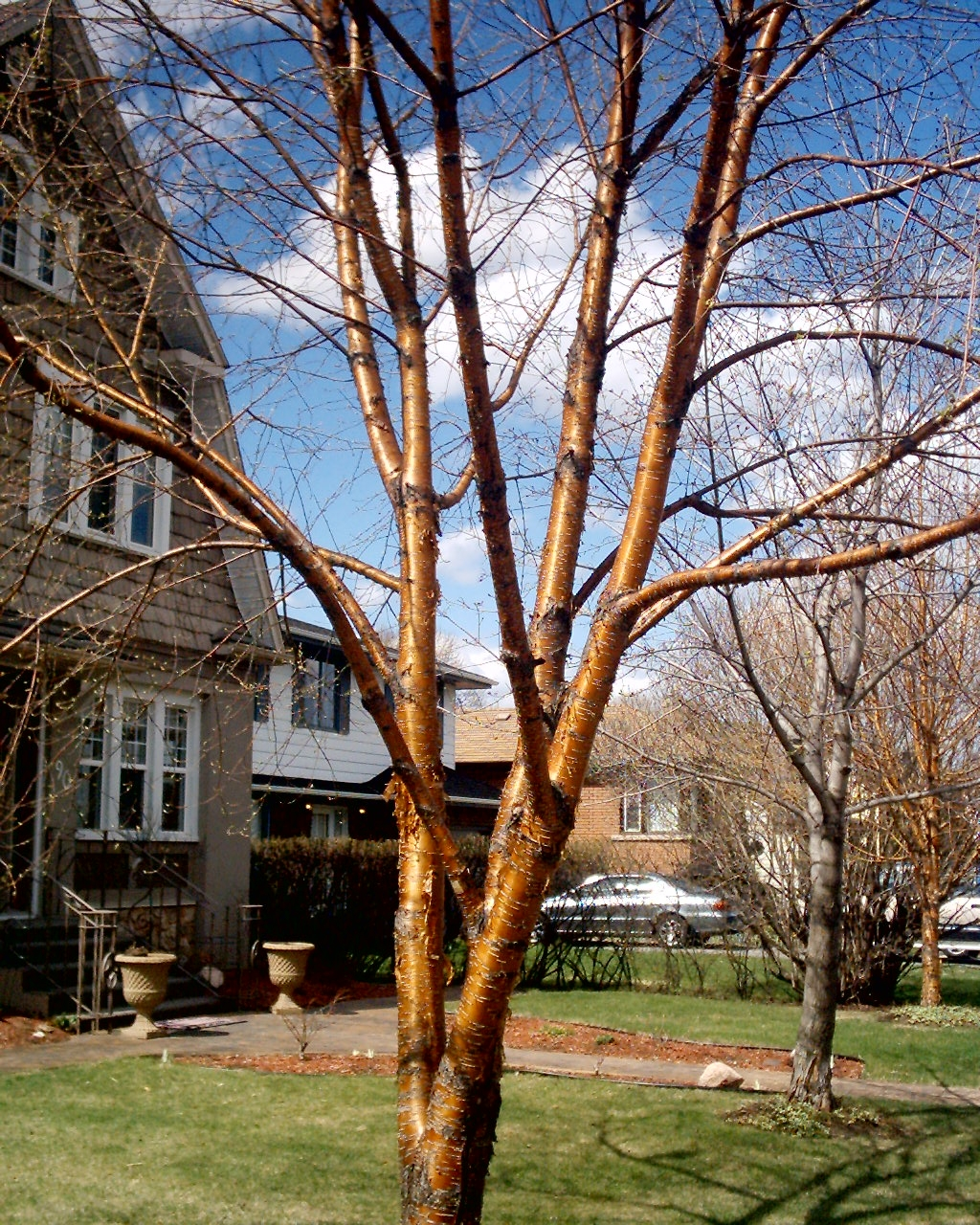
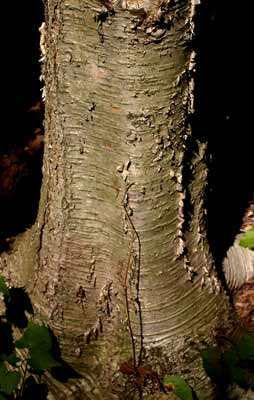
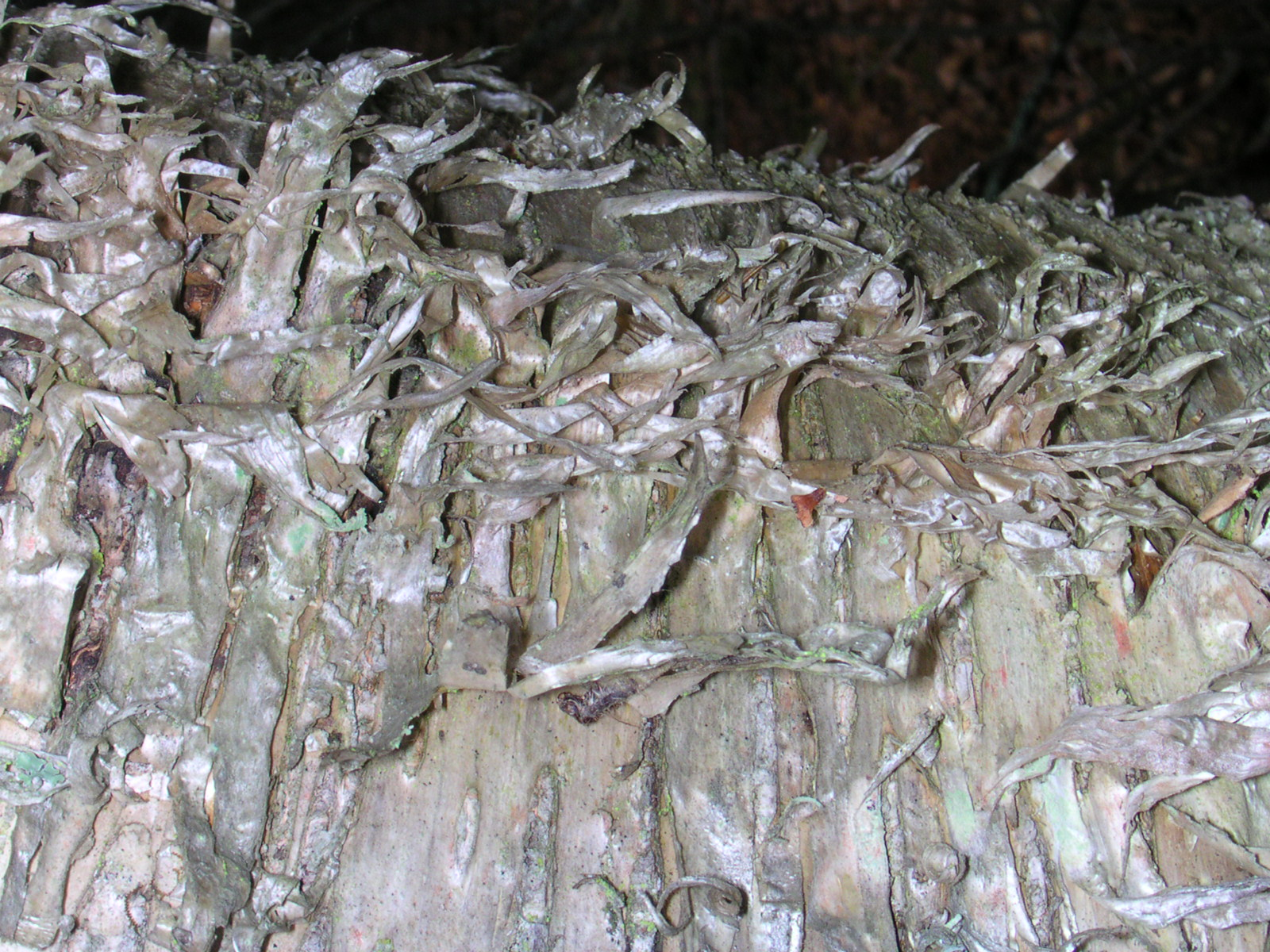